# رخصة الخط المفتوح
 رخصة الخط المفتوح (بالإنجليزية: SIL Open Font License)‏ اختصارًا (OFL) أحد تراخيص الرئيسية للخطوط الحرة، وتسمح بتضمين أو «تجميع»، الخط في المنتجات المباعة تجاريًا.
OFL هو ترخيص حر، ومفتوح المصدر. أنشئته منظمة إس آي أل الدولية، المالكة لقاعدة إثنولوج.

## التاريخ
أنشئ موظفان من إس آي أل الدولية ترخيص الخط المفتوح وهما فيكتور غولتني ونيكولاس سبالينجر. كان غولتني قد صمم سابقًا خط Gentium ولم يكن راضيًا عن تراخيص الخطوط الحالية.
صُممت رخصة الخط المفتوح لتُستخدم مع العديد من خطوط Unicode الخاصة بـ SIL، بما في ذلك Gentium Plus و Charis SIL و Andika. كان الترخيص في مرحلة «المراجعة العامة» بين عامي 2005 و 2007  وتم نشر الإصدار 1.1 في فبراير 2007.
قبل إصدار OFL، تم إصدار خطوط Bitstream Vera في عام 2003 وفقًا لمعظم الشروط والأحكام نفسها.
تعد الخطوط مفتوحة المصدر خيارًا شائعًا بين المصممين، وتستخدم معظم الخطوط مفتوحة المصدر ترخيص Open Font. كما تم استخدامه لترخيص خط أنشئ بواسطة حكومة الولايات المتحدة.

## شروط الرخصة
ترخيص Open Font هو ترخيص برمجية حرة، ما يعني أنه يسمح باستخدام الخطوط وتعديلها وتوزيعها بحرية (طالما ظلت الخطوط الناتجة تحت ترخيص Open Font). ومع ذلك، يجوز لصاحب حقوق النشر الإعلان عن اسم الخط على أنه «اسم خط محجوز»، والذي لا يمكن أن تتحمله الإصدارات المعدلة. (يتضمن ذلك التوزيع لخطوط الويب) يسمح الترخيص بتضمين الخطوط التي يشملها الترخيص بحرية في المستندات تحت أي شروط. الشرط الوحيد هو أنه لا يمكن بيع الخطوط بمفردها، على الرغم من إمكانية تضمينها في حزم البرامج المعروضة للبيع.
أُعتبر الترخيص حُرًا من قبل مؤسسة البرمجيات الحرة (FSF) ومشروع دبيان.
وصرحت مؤسسة البرمجيات الحرة على أنه على الرغم من أن شرط أن يتم تجميع الخط مع البرنامج بدلاً من أن يتم توزيعه بمفرده أمر غير معتاد، فإن برنامج hello world البسيط يكفي لتلبية متطلبات الترخيص، وبالتالي فهو لا يُشكل مشكلة.

## روابط خارجية
- الموقع الرسمي
- الأسئلة الشائعة حول ترخيص Open Font الخاص بـ SIL
- Linux.com: تمت مراجعة ترخيص SIL Open Font